# Euplecte de Jackson
Euplectes jacksoni
Espèce
Statut de conservation UICN

 NT  : Quasi menacé
Gerbifay (Euplectes jacksoni), ou Veuve de Jackson, est une espèce de passereaux appartenant à la famille des Ploceidae vivant au Kenya et en Tanzanie. Il est menacé par la perte de son habitat.
Son nom est attribué à l'administrateur colonial et ornithologue britannique Frederick John Jackson (en) (1860–1929).

## Habitat
Il vit dans les prairies ouvertes entre 1 500 et 3 000 m d'altitude.

## Alimentation
Il se nourrit de graines de poacées, particulièrement de Themeda triandra et Panicum ainsi que de termites.